# 저메인 지너스
저메인 앤서니 지너스(Jermaine Anthony Jenas, 영어 발음:[ˈdʒiːnəs/ JEE-nəs], 1983년 2월 18일 ~ )는 잉글랜드의 전 축구 선수다.

## 수상 경력

### 클럽
토트넘 홋스퍼
- 풋볼 리그 컵: 2007-08

### 개인
- PFA 올해의 젊은 선수: 2002-03